# الشعابي (ذي السفال)

تعديل مصدري - تعديل

الشعابي محلة تابعة لقرية وادي الكرابي، التابعة لعزلة العداني بمديرية ذي السفال إحدى مديريات محافظة إب في الجمهورية اليمنية، بلغ تعداد سكانها 51 حسب تعداد اليمن لعام 2004.